# FK Dnipro Tjerkasy
FK Dnipro Tjerkasy (ukrainsk:ФК Дніпро Черкаси) var en ukrainsk fotbollsklubb, från staden Tjerkasy. Klubben uteslöts ur PFL och avvecklades under andra halvan av säsongen 2008/2009 på grund av att laget inte kommit till planerad match för andra gången.
Klubben fick efter säsongen 2007/2008 lämna Ukrainas 2:a liga (Persja Liha) och spelade senast i Ukrainas 3:e liga (Druha Liha). Klubbens bästa placering är en 3:e plats i 2:a ligan 1999/2000.

## Historia
Klubben bildades på 10-årsdagen för Sovjetunionens seger i andra världskriget, 9 maj 1955, Dnipro fick från början namnet Burevistnyk (Thunderbird) som sen blev ändrat till Kolhospnyk (Kollektiv Bönderna) i 1957. 10 år senare, 1967, åtgick klubben till sitt ursprungliga namn Dnipro. Klubbens namn ändrades ett par gångar till 1973-1974 till Granite och 1997-2004 var klubbens namn Tjerkasy, efter 2005 återgick man till namnet Dnipro.

## Stadion
Klubbens hemmaplan var Tjerkasy centralstadion, som byggdes 1957 och idag har en publikkapacitet på 10 321 åskådare. Stadion har renoverats vid flera tillfällen senast 2006.

## Klubb färgerna
De traditionella klubbfärgerna varvitt, rött och blått
.

## Meriter
- 1:a i Ukrainas 2:a liga (Persja Liha); 1992-93 och 2005-06.

## Tidigare toppspelare
| - Ivan Jaremtjuk - Olexandr Grytsaj - Oleg Hrytsaj - Oleksandr Kosirin - Sergij Bilozor - Roman Polistjuk |

## Tidigare tränare
| - Vladimir Muntjan (1998–2000) - Anatolji Zajajev (2001-2002) - Oleksandr Sjerbakov (2004-2005) - Sergij Morozov (2005-2007) - Oleksandr Rjabokon (2007-) |